# الكاذبات الصغيرات الجميلات
الكاذبات الصغيرات الجميلات هي سلسلة قصصية أجنبية (بالإنجليزية: Pretty little liars)‏ للكاتبة سارة شيبارد. بدأت برواية أولية في عام 2006 بنفس الاسم، تبعها سلسلة «حياة أربعة بنات» هن سبنسر هاستينغز، هنا مارين، أرين مونتغمري، وإيميلي فيلد.
ظهرت السلسلة في قائمة نيويورك تايمز لأكثر الكتب مبيعا. تم عمل سلسلة تلفزيونية من الرواية في 8 يونيو 2010 وعرضت على قناة أي بي سي للعائلة.

## وصلات إضافية
- الموقع الرسمي